# Прудок (Гомельський район)
Прудок (біл. Прудок) — селище в Поколюбицькій сільській раді Гомельського району Гомельської області Республіки Білорусь.

## Населення

### Чисельність
У 2009 році селище налічує 44 мешканці.